# Nino Matschaidse

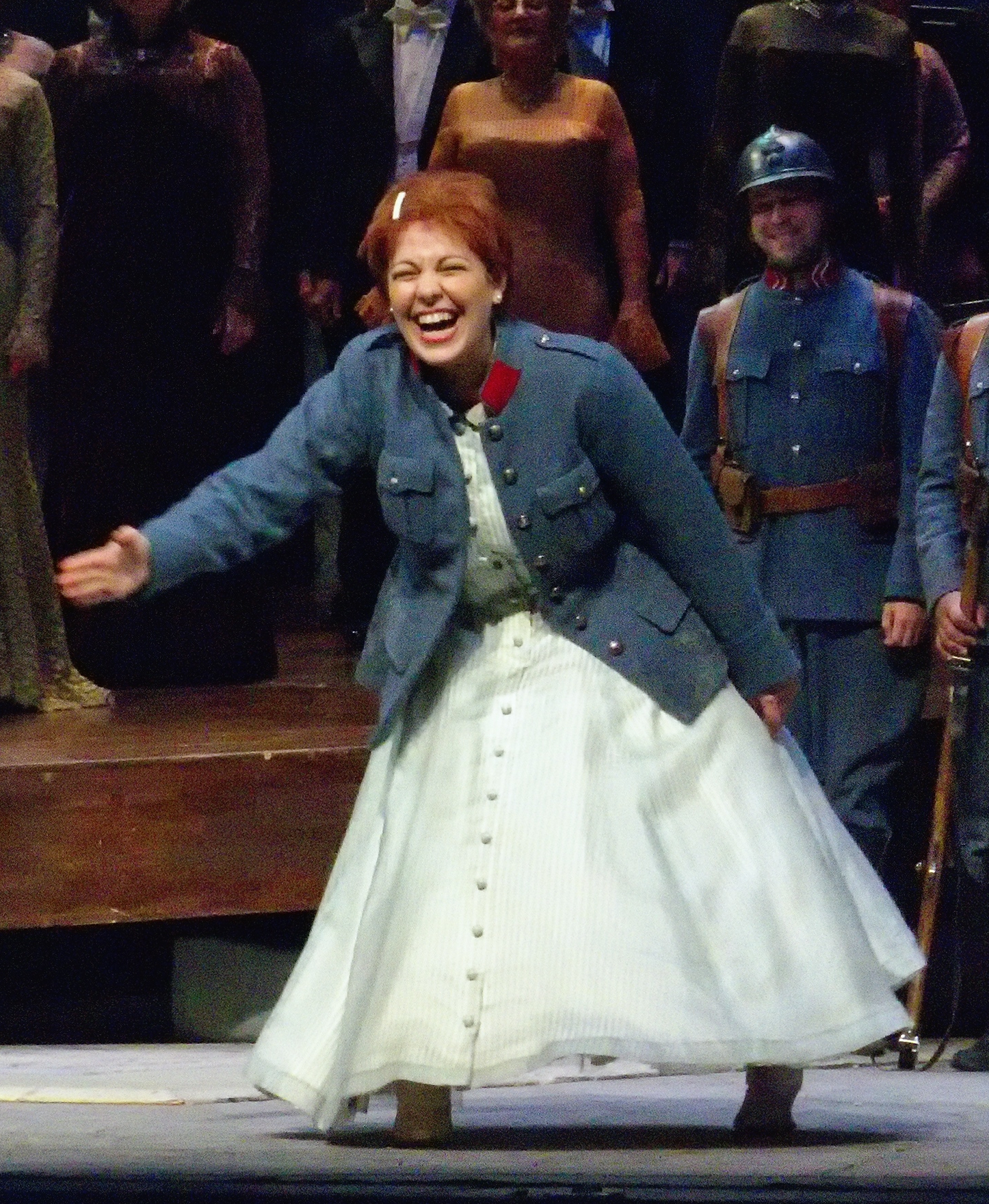
Nino Matschaidse (2011)

Nino Matschaidse, georgisch ნინო მაჩაიძე, englische Transkription Nino Machaidze (* 8. März 1983 in Tiflis, Georgische SSR), ist eine georgische Opernsängerin in der Stimmlage Sopran.

## Leben
Matschaidse erhielt ihre Gesangsausbildung am Vano-Sarajischwili-Konservatorium in Tiflis. Mit 17 Jahren gewann sie in Georgien ihren ersten Gesangswettbewerb.
Zwischen 2000 und 2005 war sie mehrmals am  Paliaschwili-Theater in Tiflis zu hören als Zerlina (Don Giovanni), Norina (Don Pasquale) und Gilda (Rigoletto). 2005 wurde sie in die Akademie für junge Opernsänger an der Mailänder Scala aufgenommen. Dort debütierte sie 2006 als Najade in Ariadne auf Naxos unter der Leitung von Jeffrey Tate. Im selben Jahr gewann sie den ersten Preis bei der Leyla Gencer Voice Competition in Istanbul. Nach Auftritten als Silvia in Mozarts Ascanio in Alba feierte die  Sängerin im Februar 2007 an der Scala als Marie in Donizettis La fille du régiment einen Erfolg; er markierte den Beginn ihrer internationalen Karriere. In Mailand sang sie auch die Lauretta in Puccinis Gianni Schicchi und die Musette in La Bohème.
Bei den Salzburger Festspielen des Jahres 2008 sang sie anstelle von Anna Netrebko die Partie der Juliette in Charles Gounods Oper Roméo et Juliette. 2009 trat sie unter anderem als Donna Fiorilla in Il turco in Italia am Theater an der Wien auf. Im Juni 2013 wurde sie wieder für die Rolle der Juliette in Gounods Romeo et Juliette verpflichtet, diesmal an der Staatsoper Wien unter der musikalischen Leitung von Plácido Domingo.

## Einzelnachweis
1. ↑  https://www.theater-wien.at/index.php/de/aktuelles/article/24938

| Personendaten    | Personendaten                                    |
| ---------------- | ------------------------------------------------ |
| NAME             | Matschaidse, Nino                                |
| ALTERNATIVNAMEN  | Machaidze, Nino; ნინო მაჩაიძე (georgisch)        |
| KURZBESCHREIBUNG | georgische Opernsängerin in der Stimmlage Sopran |
| GEBURTSDATUM     | 8. März 1983                                     |
| GEBURTSORT       | Tiflis, Georgische SSR                           |